# Histoire de la grammaire hébraïque
La philologie hébraïque, comprenant la grammaire hébraïque (hébreu: דִּקְדּוּק עִבְרִי ou diqdouq ivri, càd « examen méticuleux de la langue hébraïque »), étude systématique des règles qui régissent l'hébreu, et la lexicographie hébraïque, établissement de son vocabulaire, a probablement été conçue initialement comme une technique accessoire de l'exégèse biblique, visant à lire avec exactitude toutes les subtilités du Texte révélé.
Elle devient, au Moyen Âge, un champ d'étude indépendant, utilisée entre autres pour la composition de poèmes, liturgiques ou profanes, en hébreu. Pendant une longue période, qui s'étend du Moyen Âge au XVIIIe siècle, l'effort des hébraïsants sera exclusivement consacré à la détermination des règles présidant à l'idiome principal de la Bible hébraïque, visant à conserver avec exactitude toutes les subtilités du Texte révélé et la langue, dont la maîtrise a été perdue au cours des exils successifs du peuple juif. La philologie hébraïque peut d'ailleurs être considérée comme la seule science spécifiquement juive du Moyen Âge, et le demeure jusqu'à la Réforme protestante, où l'étude de l'hébreu biblique est introduite dans le monde chrétien. 
La grammaire hébraïque se développe sur les bases de la Massorah, une tradition visant la conservation minutieuse du texte biblique, mais qui ne s'occupe pas de ses mécanismes. Bien que les ouvrages massorétiques du IXe siècle comportent déjà des notions grammaticales en germe, et que certaines traditions orales de grammaire aient pu se développer auparavant, Saadia Gaon (le Rassag) est considéré comme le premier à avoir produit une étude systématique de la langue hébraïque, tant de sa grammaire que de son lexique. 
Par le biais de ses trois ouvrages principaux en la matière, le Sefer HaEgron, le Kutub al-Lughah, et le Kitāb al-Sabʿīn Lafẓa al-Mufrada, il développe les bases non seulement de la philologie hébraïque, mais aussi de la philologie comparée des langues sémitiques, car il n'hésite pas à comparer l'hébreu biblique à l'hébreu de la Mishna, l'araméen et l'arabe afin d'en élucider le sens. Cette dernière voie est approfondie par Dounash ibn Tamim et Juda ibn Kuraysh, tandis que les considérations grammaticales trop sommaires du Rassag sont affinées ou remplacées au fil des disputes qui ont lieu en al-Andalus entre Dounash ibn Labrat et Menahem ibn Sarouk, poursuivie par Yehoudi ben Sheshet et les disciples de Menahem, dont Juda Hayyuj, puis par Samuel ibn Nagrela et Yona ibn Jannah, le plus éminent des hébraïsants médiévaux.
Le savoir grammatical d'al-Andalus se diffuse à l'Europe chrétienne (principalement le sud de la France et l'Italie) par le biais d'Abraham ibn Ezra et Joseph Kimhi, dont le fils, David, établit le système d'apprentissage de la grammaire le plus abondamment utilisé par les hébraïsants ultérieurs, juifs et chrétiens. Il a cependant le désavantage de privilégier les paradigmes au détriment de la discussion théorique, ce qui lui sera reproché par divers auteurs, dont Profiat Duran est le plus éminent. Parallèlement, la lexicographie hébraïque évolue, et les premières correspondances bibliques ainsi que les premiers dictionnaires d'hébreu post-biblique apparaissent.
Avec la Haskala, équivalent juif du mouvement des Lumières, puis surtout avec la montée vers la terre d'Israël de Juifs venus d'horizons divers sans partager une langue commune, une nouvelle forme d'hébreu moderne, dont la grammaire est davantage basée sur l'hébreu mishnaïque que l'hébreu biblique, et dont le lexique doit être adapté à l'ère actuelle et souvent réinventé, voit le jour.

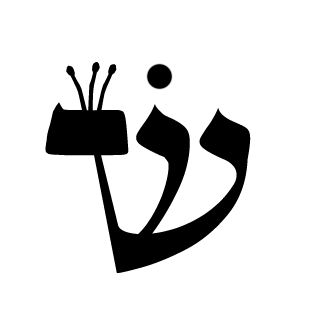
Shin avec diacritiques
(en calligraphie sofer)

## Aux origines de la philologie hébraïque
L'effort des grammairiens hébraïques sera, pendant longtemps, exclusivement consacré à la détermination des règles présidant à l'idiome principal de la Bible hébraïque, les formes ultérieures d'hébreu étant considérées comme dégénérées, donc indignes d'intérêt (à l'exception de l'hébreu de la Mishna, qui bénéficiait d'un statut intermédiaire).
En effet, les deux branches de l'étude de la Bible les plus proches de l'époque de sa rédaction, à savoir le Midrash (exégèse biblique traditionnelle) et la Massora (système de règles portant sur la forme externe du texte biblique, visant à sa préservation exacte, non seulement dans l'orthographe des mots, mais aussi dans sa vocalisation et son accentuation) ne contiennent au mieux que des embryons de théorie du langage : l'analyse de l'abondant corpus littéraire midrashique montre que, plutôt que d'être familiers avec la grammaire hébraïque ou araméenne, les Sages maîtrisaient la langue et en connaissaient les idiomes apparentés, mais ne s'occupaient guère de son étude en tant que telle ni de la formation des mots.
Quant à la Massora, elle ne contient pas de catégories grammaticales à proprement parler ni de considérations sur les formes du langage ou sur ses lois. 
Néanmoins, il semble bien que les premiers produits de la réflexion par des Juifs sur les éléments de leur langage soient apparus au sein de ces domaines. La classification des consonnes en simples, doubles, etc. fait partie intégrante de la théorie cosmogonique du Sefer Yetzira, considéré comme l'ancêtre de la littérature juive ésotérique et la terminologie grammaticale incorporera un petit nombre de désignations très générales de catégories linguistiques extraites du Midrash.
D'autre part, la Massora sera considérée par les grammairiens comme une fondation nécessaire et une partie constitutive de la grammaire : les massorètes doivent, avant les grammairiens, cataloguer les différentes formes des mots trouvés dans la Bible hébraïque, réunir les termes similaires par groupes, noter les particularités du texte, et formuler des règles d'épellation et de lecture de ces mots, jusqu'aux nuances les plus subtiles de prononciation ; le système massorétique de ponctuation permet d'effectuer la classification des voyelles, et ses systèmes d'accentuation et de vocalisation permettront aux grammairiens de déterminer les lois de phonétique et d'étymologie hébraïques. Cela apparaît de façon évidente dans le Diḳdouḳe ha-Ṭe'amim d'Aaron ben Asher, le plus fameux des Massorètes, dont la théorie des formes montre déjà l'influence de la grammaire arabe, sur le modèle de laquelle sera développée la grammaire hébraïque. Toutefois, ce livre s'intéresse bien plus à la cantillation et à la prononciation du texte biblique qu'à la grammaire proprement dite, demeurant un ouvrage massorétique.

## Naissance de la philologie hébraïque (IXeetXesiècles)

### Premières tentatives

#### Saadia Gaon
Saadia Gaon (882-942), un jeune contemporain de Ben Asher, est habituellement considéré comme le premier à avoir produit une étude systématique de la langue hébraïque, tant de sa grammaire que de son lexique. 
Ses ouvrages principaux en la matière sont, par ordre chronologique, le Sefer HaEgron (hébreu: ספר האגרון Livre de la Collection), dont la seconde version est le premier prototype de dictionnaire hébreu-arabe, le Kutub al-Lughah (arabe : كتب اللغة, « Livre de la Langue »), traité de grammaire en 12 volumes, et le Kitāb al-Sabʿīn Lafẓa al-Mufrada, visant à élucider le sens de 90 termes n'apparaissant qu'une fois dans le corpus biblique ; d'autres notes sur le sujet peuvent être trouvées dans son commentaire sur le Sefer Yetzira. 
Saadia poursuit un double but. Il lutte d'une part pour préserver l'élégance de la langue hébraïque dans les poèmes liturgiques, seules pièces de l'époque où l'hébreu est encore utilisé. 
D'autre part, il entend contrer l'influence des Karaïtes, adeptes d'un mouvement juif opposé au judaïsme rabbinique traditionnel. Ceux-ci soutiennent que l'antique tradition exégétique orale des rabbins fausse le sens des textes et que seule l'analyse philologique permet de les comprendre correctement. C'est souvent après avoir polémiqué avec leurs interprétations que Saadia énonce et expose ses règles de grammaire hébraïque :
- les lettres sont divisées en « fortes » (lettres-racines, supposées permanentes quelle que soit la forme du mot) et « faibles » (lettres fonctionnelles ou serviles, indiquant une fonction grammaticale). Cette division est fondamentale pour la théorie de formation des mots.
- les mots sont divisés en trois types : noms (ce qui comprend les adjectifs), verbes et particules
- les termes dont de nombreuses occurrences existent dans le texte sont classés en formes principales (usūl) et secondaires (furūʿ). Cette classification est le point de départ de toute description grammaticale[3].

Ces notions fondamentales ont été adoptées par tous les grammairiens, karaïtes inclus.
 Toutefois, Saadia étant « le premier grammairien », ses conceptions sont souvent simplistes et ses recherches philologiques s'appuient abusivement sur des ressemblances superficielles entre racines hébraïques et arabes, quand bien même leurs significations réelles seraient totalement différentes. Elles nécessiteront donc d'être fortement affinées par les grammairiens ultérieurs.

#### Les Karaïtes
Les Karaïtes, dont l'exégèse et la détermination de la pratique religieuse à partir de celle-ci se veulent fondées sur l'étude du texte biblique sans recours à une source extérieure, seraient les pionniers de l'étude de la langue hébraïque. Il est cependant difficile, en l'absence de données, d'estimer leur contribution à la naissance de la grammaire, et en quelle mesure ils auraient pu influencer Saadia.
D'après quelques sources karaïtes médiévales, l'étude de la grammaire hébraïque serait née à Ispahan et dans d'autres villes perses, sous l'influence de la grammaire arabe. Il est possible que l’Al-Diḳduḳ de Joseph ben Noah, le premier grammairien karaïte dont les travaux soient connus, comporte la trace d'une tradition grammaticale karaïte ancienne. Toutefois, cet auteur est postérieur à Saadia et ses travaux, ainsi que ceux de ses disciples et des exégètes karaïtes des Xe et XIe siècles, portent l'influence du Gaon, même lorsqu'ils l'attaquent.
Parmi les disciples de Joseph ben Noah figurent Sa'id Shiran, auteur d'un traité de grammaire intitulé Kitab al-Lughah, comme le livre de Saadia, et Aaron de Jérusalem, auteur de l’Al-Mushtamil (Livre complet). Ce dernier semble être le seul auteur karaïte dont les travaux auraient contribué au développement ultérieur de la grammaire hébraïque. Il est inclus, sous le nom du « grammairien de Jérusalem » (et sans mention de son appartenance au karaïsme), par Abraham ibn Ezra dans sa liste des premiers grammairiens hébraïques.

#### Les Juifs d'Afrique du Nord
Parallèlement, les études lexicographiques se développent particulièrement au sein des communautés juives de Kairouan, en Tunisie et de Fez, au Maroc.
Juda ibn Quraysh de Tahort (l'actuelle Tiaret), un contemporain plus âgé de Saadia, promeut, plus encore que celui-ci, l'étude comparée des idiomes sémitiques apparentés, et ce dès le début du Xe siècle. Il rédige la Risāla, où sont comparés l'hébreu biblique avec le néo-hébreu mishnaïque, ainsi qu'avec l'araméen et l'arabe. Ibn Quraysh insiste particulièrement sur les relations entre les formes grammaticales de l'hébreu et celles de l'arabe. Dounash ibn Tamim, un élève d'Isaac Israeli, suit la même voie. Dounash ibn Labrat, également originaire de Fez, mais établi en Espagne, se fera une spécialité d'examiner le texte biblique à la lumière de la philologie.
Les Karaïtes du Maroc produisent également des œuvres lexicographiques, la plus connue étant le Jāmi' al-Alfāẓ ou Al-Egron de David ben Abraham al-Fassi. Il s'agit du premier dictionnaire complet d'hébreu et d'araméen biblique. Son compatriote, Moshe al-Fasi Hamedaqdeq (« le grammairien »), dont on ne connaît pas à ce jour de travaux, était l'un des maîtres de Salman ben Yerouham, contemporain de Saadia.

### La controverse de Dounash et Menahem
La controverse entre Dounash et Menahem a un effet décisif sur l'évolution de la philologie hébraïque.
Menahem ben Sarouq, poète et lexicographe andalou, est le premier à rédiger un dictionnaire hébreu-hébreu. Son lexique, le Maḥberet, a pour but de déterminer les racines de tous les mots contenus dans la Bible, utilisant pour ce faire à l'extrême la différenciation entre lettres fortes et faibles. Cependant, bien qu'il se réfère constamment aux lois du langage et à la régularité de ses diverses formes, son œuvre ne porte pas trace d'une conception systématique de la grammaire.

Dounash ibn Labrat, également poète et linguiste, en émet une critique en 180 points, également rédigée en hébreu, au motif que ce lexique conteste les enseignements de son maître Saadia Gaon. Sa critique effectue une séparation plus stricte des formes de racine. Dounash introduit par ailleurs la notion fondamentale de mishḳal (« poids »), désignant par là le paradigme grammatical sur lequel est construit le verbe ou le nom. Il dessine en outre un plan que l'auteur du Maḥberet aurait dû, selon lui, suivre. Les thèmes et catégories grammaticaux y figurent à l'avant-plan.
Menahem meurt avant d'avoir répondu à Dounash mais trois de ses élèves, Isaac ben Kaprun, Isaac ibn Gikatilla et Juda ben David Hayyuj tentent de réfuter 50 des 180 points. Un disciple de Dounash, Yehoudi ben Sheshet répond à 41 de ces objections. 
Bien que ces échanges polémiques n'aient pas fait progresser la grammaire au-delà du niveau atteint par Menahem et Dounash, ils permettent à Juda Hayyuj d'établir de façon ferme les fondements de la grammaire hébraïque, encore suivis aujourd'hui. Toutefois, celui-ci, bien qu'élève de Menahem, s'écarte souvent des positions de son maître et suit celles de l'auteur anonyme (peut-être Dounash) d'une critique à l'encontre des règles de Saadia Gaon. Dans cet ouvrage, rédigé dans un hébreu très arabisé, l'auteur indique pour la première fois la nature des racines contenant des voyelles.

## L'âge d'or de la philologie hébraïque (1000 - 1148)

### L'établissement des fondements de la grammaire hébraïque
Juda ben David Hayyuj, natif de Fès comme Dounash, met fin à tout arbitraire dans le traitement des phénomènes linguistiques. Sa principale contribution dans le domaine est la démonstration, au travers de ses deux travaux sur les verbes à racines faibles (Kitab al-Af'al Dhawat Ḥuruf al-Lin, Le Livre des Verbes contenant des Racines Faibles) et bigéminées (Kitab al-Af'al Dhawat al-Mathalain, Le Livre des Verbes contenant des Lettres Doubles), de la nature trilitère des termes hébraïques (le principe des racines trilitères avait été énoncé dans la grammaire arabe dès le VIIIe siècle). Il définit aussi les lois des mutations de voyelles et sépare les formes grammaticales l'une de l'autre, devenant de ce fait le fondateur de la science grammaticale hébraïque, que ses disciples et successeurs développeront avec zèle et succès dans l'Espagne du XIe siècle. L'influence de la grammaire arabe est évidente, jusque dans le choix des termes.
Dans un petit traité intitulé Kitab al-Tanḳiṭ (Livre de la Ponctuation, c'est-à-dire du nikkoud), il développe aussi quelques principes sur la formation des mots, et les règles régissant les voyelles et accents.

### La controverse d'Ibn Jannah et Ibn Nagrela
Les travaux de Hayyuj sont considérés comme la sommité en matière de grammaire, jusqu'à ce que Yona ibn Jannah rédige, dans la seconde décennie du XIe siècle le Kitāb al-Mustalḥaq (« Livre du Complément »), où il poursuit plus à fond l'analyse menée par Hayyuj dans ses deux livres et, dans certains cas, la rejette, émettant ses propres suggestions. Celles-ci sont critiquées à leur tour dans le Rasāʾil al-Rifāḳ (« Lettre circulaire des Amis ») de Samuel ibn Nagrela, homme d'État et savant, qui se présente comme l'avocat de Hayyuj (bien qu'Ibn Jannah soit lui-même un farouche défenseur du système grammatical de ce dernier, et n'oublie jamais, même dans ses critiques, le respect et la gratitude qu'il porte à l'homme auquel il doit son savoir).
Une polémique s'ensuit entre les deux hommes (bien qu'il puisse ne s'agir dans ce cas que de l'expression écrite de nombreuses et pénétrantes discussions entre les savants juifs andalous du XIe siècle ; c'est aussi de cette époque que date l’Anak (« Collier ») de Salomon ibn Gabirol, un poème didactique sur la grammaire hébraïque de 400 vers, dont 98 ont été préservés), qui a pour résultat d'éclaircir considérablement l'enseignement de Hayyouj, et les lois de la linguistique hébraïque en général. L'étude de la langue hébraïque n'a plus atteint un tel niveau de raffinement et de précision depuis. 
Dans les années 1040s, Samuel ibn Nagrela rédige le Kitāb al-Istighnāʾ (« Livre de la Richesse »), une somme de philologie qui semble avoir été la référence de l'époque en la matière, mais dont seuls quelques fragments courts ont été conservés.
Quant à Yona ibn Jannah, il rédige le Kitāb al-Tanḳīḥ (« Livre de la Recherche Pointilleuse »), une description de l'hébreu biblique en deux parties, grammaticale et lexicale, où des questions de syntaxe, de rhétorique et d'herméneutique sont également abordées. L'étendue, la profondeur et la précision de ces livres n'ont été égalées qu'aux temps modernes. De la sorte, Rabbi Yona achève, selon le mot d'Abraham ibn Dawd, ce que Juda Hayyuj avait commencé.

### Les successeurs de Hayyuj et Ibn Jannah
De la seconde moitié du XIe siècle à la première moitié du XIIe siècle, de nombreuses figures éminentes du judaïsme espagnol sont versées en philologie. Ils suivent la voie tracée par Hayyuj et Ibn Jannah, tentant d'approfondir les enseignements de leurs prédécesseurs, tout en conservant une certaine indépendance vis-à-vis d'eux. 
Le grammairien le plus important parmi les successeurs immédiats d'Ibn Jannah est Moshe ibn Gikatilla, qui écrit un livre sur le genre grammatical et traduit pour la première fois les traités de Hayyuj en hébreu, ajoutant des notes et commentaires de son crû. Son jeune contemporain et concurrent Juda ibn Balaam tente de décrire de façon exhaustive les particules, et s'intéresse aux homonymes et aux verbes dénominatifs dans la Bible hébraïque, lesquels n'avaient pas été décrits avant lui. Parmi les grammairiens contemporains, Isaac ibn Yashush de Tolède, plus connu pour son exégèse audacieuse, basée sur les systèmes de Hayyuj et ibn Janah, aurait produit un livre sur les inflexions ; David ibn Hagar (ou Hajjar), rabbin de Grenade en aurait écrit un sur les voyelles ; Abraham ibn Kamnial de Saragosse, mécène et protecteur des Juifs, est un autre maître de la grammaire hébraïque à cette époque (bien que son rôle semble avoir principalement consisté à en promouvoir l'étude) ; Levi ibn al-Tabban de Saragosse, poète réputé, produit un ouvrage grammatical intitulé Al-Miftaḥ. Son disciple, Isaac ibn Barun réalise une nouvelle avancée dans la philologie comparée des langues sémitiques, en analysant les relations non seulement lexicales mais aussi grammaticales entre l'hébreu et l'arabe, dans son Kitab al-Muwazanah, considéré comme la plus importante monographie sur le sujet. 
Enfin, dans la première moitié du XIIe siècle, Moshe ibn Ezra compose en arabe le Kitāb al-Muḥāḍarawa al-Mudhākara, premier système de poésie hébraïque, basé sur les acquis de la grammaire. Son collègue Juda Halevi insère de même une discussion sur les règles de la grammaire et de la poésie dans son Kuzari.
Cet « âge d'or » prend brutalement fin en 1147, lors de la conquête d'Al-Andalus par les Almohades, qui laissent aux minorités non-musulmanes le choix entre l'exil et la conversion à l'islam.

## La philologie hébraïque, des terres musulmanes aux terres chrétiennes
Les exilés d'Espagne, dont une importante partie se réfugie dans le sud de la France, y transmettent l'héritage de leurs maîtres. S'ils ne font pas preuve d'une grande originalité, estimant que tout a été dit avec Hayyuj et Ibn Jannah, ils le diffusent à un public bien plus large, en traduisant des œuvres uniquement accessibles en judéo-arabe jusque-là et, surtout, en les systématisant, pour aboutir à des manuels de grammaire hébraïque, dont se serviront plus tard tant les lettrés juifs que les hébraïsants chrétiens.

### L'Europe chrétienne au début duXIIesiècle
Les ouvrages grammaticaux des philologues séfarades ayant été écrits en arabe, ils n'exercent presque aucune influence sur les pays d'Europe chrétienne, où Menahem ben Sarouq demeure une autorité incontestée. Un siècle plus tôt, Rachi s'est appuyé sur son Mahberet ainsi que sur les écrits de Dounash ben Labrat, pour composer son commentaire sur la Bible. Et, au XIIe siècle, son petit-fils Rabbenou Tam publie les Hakhra'ot (Décisions), où il défend Menahem contre les objections de Dounash. De même, en Italie, Menahem ben Salomon publie en 1143 son Even Boḥan, un manuel pour faciliter l'étude de la Bible, avec pour ambition avouée de redorer le blason de Menahem contre le système de Juda Hayyuj et Yona ibn Jannah, introduit en Italie par Abraham ibn Ezra.

### Ibn Ezra et Joseph Kimhi
Figures majeures du XIIe siècle, Abraham ibn Ezra et Joseph Kimhi sont les plus importants passeurs de la philologie hébraïque en terre chrétienne. 
Abraham ibn Ezra, considéré comme l'un des plus grands érudits de sa génération, propage le savoir andalou au cours de ses errances dans diverses communautés juives d'Europe de 1140 à 1167. Il rédige à la demande de nombreux traités qui couvrent les théories grammaticales depuis Saadia Gaon jusqu'à Ibn Jannah et traduit les travaux de Hayyuj en hébreu. 
Outre le Sefer Tsahout (Livre de l'élégance), rédigé à Mantoue en 1145 et consacré à la grammaire, celle-ci figure de façon prééminente dans l'ensemble de son œuvre, en particulier dans ses commentaires bibliques.
Les livres de Joseph Kimhi sont moins profonds que ceux d'Ibn Ezra mais, par leur systématisation, le traitement homogène de l'ensemble du matériel, l'absence de digressions et leur simplicité du langage, ils sont bien plus adaptés à des fins didactiques et exercent une influence plus grande.
Le Sefer Zikkaron, qu'il rédige vers 1150, peut être considéré comme le premier manuel de grammaire hébraïque. Il introduit de plus une division des voyelles en cinq longues et cinq courtes, sous l'influence de la grammaire latine. Bien que ce système soit difficile à concilier avec le système de vocalisation massorétique, il entre dans l'usage de la grammaire hébraïque, grâce aux livres des fils de Joseph Kimhi.

### La grammaire hébraïque dans le dernier quart duXIIesiècle
Moïse Ḳimḥi, fils aîné de Joseph Ḳimḥi, rédige le Mahalakh Shevilei haDa'at. Premier manuel condensé de grammaire hébraïque, il en donne les règles et définitions essentielles, privilégiant la démonstration par l'exemple à la discussion. Le Mahalakh sera un ouvrage de référence pour l'étude de l'hébreu parmi les non-juifs au XVIe siècle. De plus, Moïse Ḳimḥi introduit l'usage du verbe PaQaD comme modèle de verbe fort, qui sera utilisé jusqu'à nos jours. 
À la même période, Juda ibn Tibbon, un autre exilé andalou, traduit le Kitāb al-Tanqīḥ d'Ibn Jannah sous le nom de Sefer HaDiqdouq, achevé en 1171 à Lunel.
Ovadia haSefardi traduit à la fin du XIIe siècle (ou, au plus tard, au second quart du XIIIe siècle),  le Kitāb al-Mustalḥaq d'Ibn Jannah, l'intitulant Sefer haHassaga. À Béziers, au milieu du XIIIe siècle, Salomon ben Joseph ben Job traduit plusieurs petits livres d'Ibn Jannah. Un certain Isaac HaLevi, inconnu sinon, réalise également le Sefer haMakor, qui est une adaptation du système d'Ibn Jannah. Un traducteur anonyme fait également paraître une traduction des trois monographies de Juda ibn Balaam. Des copies de ces livres existent encore, à l'exception de Salomon ben Joseph ben Job, dont on ne connaît que des fragments.
De nombreux linguistes produisent également des précis de grammaire en préface à leur lexique, comme Salomon ibn Parhon, un disciple d'Abraham ibn Ezra et Juda Halevi, en 1160 ou Moshe ben Isaac Hanessia, à la même époque. Le maître de ce dernier, Moshe Hanakdan a rédigé des notes aux traités de Joseph Kimhi. En Espagne, Jacob ben Eléazar de Tolède compose l’Al-Kamil, qui comprend une grammaire et un lexique, et dont on ne connaît plus que des citations.
Pour notables qu'ils soient, ces grammairiens sont surpassés par David Kimhi. Son Mikhlol reprend en grande partie le modèle du Kitab al-Luma d'Ibn Jannah, ainsi que son matériel. Il fait preuve cependant d'une grande indépendance d'esprit dans l'arrangement de ce matériel et l'adapte selon la méthode des Kimhi. Le Mikhlol devient un modèle pour les siècles à venir, occultant les travaux des grammairiens antérieurs.
Il ne semble pas y avoir eu à cette époque de grammairien majeur en Orient, bien qu'une grammaire d'Abraham le Babylonien soit citée par Abraham ibn Ezra. Le Karaïte Juda Hadassi inclut dans son Eshkol haKofer (circa 1148) des règles de grammaire issues du Moznayim d'Ibn Ezra, sans en citer l'auteur. Un siècle plus tard, son coreligionnaire Aaron ben Joseph de Constantinople compose le Kelil Yofi, seule grammaire hébraïque rédigée par un Karaïte à avoir été imprimée (Constantinople, 1581) jusqu'au XXe siècle.

## La grammaire hébraïque duXIIIesiècleauXVIesiècle
Sur le plan conceptuel, la grammaire progresse peu au XIIIe siècle, contrairement à la lexicographie où des tentatives sont menées de composer des dictionnaires d'hébreu post-biblique. Cependant, elle continue à se propager jusqu'en terre d'Ashkenaz (France du Nord et Rhénanie) : les Nakdanim, successeurs des Massorètes, écrivent des manuels de grammaire où les autorités andalouses sont citées et Mordekhaï ben Hillel, plus connu comme halakiste, écrit deux poèmes didactiques massorético-grammaticaux basés sur les règles de Hayyuj. 
Au début du XIVe siècle, Benjamin ben Juda de Rome rédige une Haqdama (« Introduction ») au manuel de Moïse Kimhi, en vue d'en faciliter l'étude. Il écrit aussi un résumé de grammaire hébraïque, sous le titre de Mevo HaDiqdouq. Son compatriote, le poète Immanuel ben Salomon compose un Even Bohan (à ne pas confondre avec l'œuvre homonyme de Menahem ben Salomon), manuel d'herméneutique biblique où il traite aussi de sujets grammaticaux.
Dans le premier tiers du XIVe siècle, Salomon ben Abba Mari de Lunel écrit un Leshon Limmoudim (il existe plusieurs livres de ce nom), où apparaissent pour la première fois, à l'exception du po'el, les sept racines verbales utilisées depuis. Les premières tentatives de remise en cause du Mikhlol apparaissent : Joseph ibn Caspi écrit un traité de grammaire et un dictionnaire basés sur des considérations théoriques et abstraites de logique ; le modèle mécaniste du Mikhlol aurait également été attaqué par Samuel Benveniste, mais l'ouvrage dans lequel il le fait est inconnu.
C'est par ailleurs du XIVe siècle que datent probablement le Manuel du lecteur, ainsi dénommé par Joseph Derenbourg, un travail en hébreu résumant les théories de ponctuation et d'accentuation, ainsi qu'un travail plus court de même nature rédigé en arabe et conservé dans des manuscrits yéménites.
Au début du XVe siècle, Profiat Duran poursuit, dans son Ma'asse Efod (1403), la tentative de retour à la dialectique entreprise par Ibn Caspi. Ses travaux influencent David ben Shlomo ibn Yahya, auteur d'un Leshon Limmoudim, et Moïse ben Shem Tov ibn Habib, auteur du Perah Chochan et du Marpe Lashon. Ces auteurs sont à leur tour critiqués par Elisha ben Abraham de Constantinople dans le Maguen David (« Bouclier de David [Kimhi] »), écrit en 1517. 
L'étude de la grammaire connaît aussi un regain d'intérêt en Italie, où elle est considérée comme l'une des trois sciences fondamentales de l'éducation : c'est ainsi que sont rédigés le Rav Pealim de Joseph Sarko, et le Livnat HaSappir de son disciple Messer Leon, plus connu pour son livre de rhétorique biblique Nofet Tzoufim.
Le XVIe siècle marque un tournant dans l'histoire de la grammaire hébraïque, car celle-ci quitte, sous l'impulsion de la Réforme protestante, la sphère juive pour devenir une part intégrante de la culture chrétienne et européenne. Outre le Rudimenta Linguae Hebraicae de Johannes Reuchlin (1506), basé sur le Mikhlol, la transition s'effectue principalement par le biais d'Elia Levita qui dédie à son bienfaiteur, l'évêque Petrus Egidius, le Sefer HaBahour, où il traite de la théorie du nom et du verbe, tandis que la théorie des voyelles et d'autres sujets particuliers sont abordés dans quatre traités intitulés Pirkei Eliyahou, qui suivent le modèle établi par les Kimhi ; il écrit aussi un commentaire au traité grammatical de Moïse Kimhi, qui contribue à populariser ce dernier. 
Cinq ans plus tard, Abraham de Balmes publie le Mikne Avraham, première tentative systématique d'appliquer à la description de la langue hébraïque les règles de la grammaire latine, et dernier travail indépendant de cette période. Le livre, trop complexe et à la terminologie peu abordable, n'a cependant pas eu une grande influence sur l'étude de l'hébreu par les chrétiens, bien qu'une traduction latine soit parue simultanément.
En 1550, le navarrais Pierre Martinez de Morentin fit imprimer une Grammaire hébraïque qui eut beaucoup de succès, principalement en Allemagne, en Angleterre et aux Pays-Bas chez Christophe Plantin, où elle fut traduite et adoptée pour l’enseignement dans les écoles protestantes d’Allemagne et par la suite traduite en anglais.

## Source
- Hillel Bakis, Grammaire hébraïque, Editions Bakish, 2013, Montpellier (pp. 11-18)
- Sophie Kessler-Mesguich, "L'hébreu chez les hébraïsants chrétiens des XVIe et XVIIe siècles", Histoire Épistémologie Langage, 1996, 18-1, pp. 87-108
- Sophie Kessler-Mesguich, "L’hébreu, une langue comme les autres...", Conférence,  http://www.akadem.org/sommaire/them...
- Cet article contient des extraits de l'article « GRAMMAR, HEBREW » par Richard Gottheil & Wilhelm Bacher de la Jewish Encyclopedia de 1901–1906 dont le contenu se trouve dans le domaine public.
- Mireille Hadas-Lebel, "Histoire de la langue hébraïque", 2008, https://www.massorti.com/L-HEBREU-A-TRAVERS-LES-AGES